# Puerto Victoria
El Puerto Victoria (en inglés: Victoria Harbour; en chino tradicional, 维多利亚港; pinyin, Wéiduōlìyǎ gǎng; jyutping, wai4do1 lei6ngaa3gong2) es un puerto que se encuentra entre la península de Kowloon y la isla de Hong Kong en Hong Kong. Tiene una área de unos 41,88 km², su profundidad natural y su ubicación tentó a los británicos para que ocuparan la isla de Hong Kong durante la primera guerra del Opio, y posteriormente establecieron allí una colonia y un puesto comercial.
El puerto es famoso por sus espectaculares vistas panorámicas, y constituye una atracción turística. Es un punto natural de interés del territorio, y los habitantes de la ciudad lo consideran un elemento natural esencial de la ciudad. Este sentimiento de conexión quedó demostrado recientemente cuando el gobierno intentó realizar tareas de relleno para aumentar la superficie disponible, y se produjeron grandes protestas populares oponiéndose a dichos proyectos, a pesar de que en el último siglo se habían realizado varias actividades de relleno en el puerto.

## Geografía

### Islas
Las islas del puerto son:
- Isla Verde (en el límite occidental del puerto)
- Pequeña Isla Verde
- Roca de Kowloon
- Isla de Tsing Yi (en el límite occidental del puerto)

Antiguas islas conectadas a tierras adyacentes ganando terreno al mar:
- Isla de los Cortadores de Piedras - ahora conectada a Lai Chi Kok, Nueva Kowloon
- Roca del Canal - ahora conectada a Kwun Tong, Nueva Kowloon
- Isla de Kellet - ahora conectada a Bahía de Causeway, Isla de Hong Kong
- Isla de Hoi Sham - ahora conectada a To Kwa Wan, Kowloon
- Nga Ying Chau - ahora conectada a Isla de Tsing Yi, Nuevos Territorios
- Tsing Chau - ahora conectada a Kwai Chung, Nuevos Territorios
- Mong Chau - ahora conectada a Kwai Chung, Nuevos Territorios
- Chau Tsai - ahora conectada a Isla de Tsing Yi, Nuevos Territorios